# Heinrich Schäfer (Politiker, 1879)
Heinrich Maria Martin Schäfer (* 11. November 1879 in Remscheid; † 1. September 1951 in Düsseldorf) war ein deutscher Jurist und Politiker.

## Leben
Der Sohn eines Rechtsanwalts besuchte das Gymnasium in Köln und Bonn. Infolge studierte er Rechts- und Staatswissenschaften an der Universität Bonn. Im Mai 1902 war er Gerichtsreferendar, dem die Ernennung zum Gerichtsassessor bei den Staatsanwaltschaften Köln, Trier und Bonn folgte. Zudem war er Hilfsrichter am Amtsgericht Bonn und ab 1909 Stadtassessor in Köln. 
Politisch war er ab 1912 als Beigeordneter der Zentrumspartei in Trier tätig. Am 15. Oktober 1920 wurde Schäfer Bürgermeister und Beigeordneter der Stadt Essen. Seitdem war er ständiger Vertreter des Oberbürgermeisters und hatte bei politisch bedingter Abwesenheit von Hans Luther und Franz Bracht die Verwaltung Essens geleitet. In der Zeit der französischen Ruhrbesetzung war Schäfer vom 14. Februar bis 23. Dezember 1923 inhaftiert. Wegen Nichtbefolgens eines Requisitionsbefehls war er durch ein französisches Militärgericht zu einem Jahr Gefängnis und zehn Millionen Rentenmark Geldstrafe verurteilt worden. Am 21. Dezember 1932 wurde er selbst, als Nachfolger von Franz Bracht, zum Oberbürgermeister ernannt und am 10. Januar 1933 in sein Amt eingeführt. Nach der Machtergreifung der Nationalsozialisten wurde er am 5. April 1933 durch Theodor Reismann-Grone ersetzt und tags darauf zunächst beurlaubt. Auf Empfehlung des städtischen Verfassungsausschusses vom 13. Juli 1933 folgte am 25. Juli des Jahres die Versetzung in den Ruhestand durch den Preußischen Minister des Innern.
Bereits von 1921 bis 1929 und 1933 war Schäfer Mitglied des Provinziallandtags der Rheinprovinz. Des Weiteren war er seit dem 1. Januar 1933 Präsident des Rheinischen Sparkassen- und Giroverbands in Düsseldorf. Zudem war er Vorsitzender des Verwaltungsrats der Rheinischen Girozentrale und Provinzialbank Düsseldorf (heute WestLB).